# Florometra mawsoni
Florometra mawsoni is een haarster uit de familie Antedonidae.
De wetenschappelijke naam van de soort werd in 1937 gepubliceerd door Austin Hobart Clark.